# Gert van Veen
Gert van Veen (Utrecht, 25 februari 1955) is een Nederlands musicoloog, journalist, popmuzikant en -manager.
Na het vwo aan het De Bruijne Lyceum studeerde hij musicologie aan de Rijksuniversiteit Utrecht. Zijn band uit die periode was Sphynx, opgericht in 1972. Optredens waren voornamelijk in Utrecht, maar ook in jongerencentrum De Kruk in De Meern.
In 80/81 speelde hij als frontman in de Utrechtse band Hi Jinx.
Van 1985 tot 2000 was hij journalist bij de Volkskrant, waar hij muziek journalistieke artikelen schreef over de pop- en dancewereld. Hij verhuisde naar Amsterdam. In 1990 startte hij met Quazar, een house-act die een sterk wisselende bezetting heeft gekend. In 2000 vertrok hij bij de Volkskrant en werd manager bij party-organisatie Club Risk. Van 2008 tot 2013 was hij creatief directeur bij Studio 80 aan het Rembrandtplein.

## Erkenning
- In 2018 kreeg Van Veen de ADE Lifetime Achievement Award  uitgereikt. Een prijs voor zijn cruciale bijdrage aan de Nederlandse dancescene. Als journalist bij de Volkskrant schreef hij in 1988 een groot artikel over housemuziek, waarna deze muziekstijl populair werd.[1]
- In 2022 ontving hij de Andreaspenning als organisator van het Welcome to the Future festival, voor zijn bijdragen aan de Amsterdamse nachtcultuur.[2][3]